# Бета-катенин
Бета-катенин (енгл. β-catenin) је протеин који игра кључну улогу у ћелијској адхезији и Wnt сигналном путу. Овај протеин је неопходан за одржавање ћелијске структуре и учествује у регулацији ћелијске пролиферације, диференцијације и миграције. Бета-катенин је такође важан у развоју тумора, јер његова абнормална активација може довести до неконтролисаног ћелијског раста.

## Структура и функција
Бета-катенин је део катенинске породице протеина и састоји се од више домена који омогућавају интеракцију са другим протеинима. Његове главне функције су:
- Ћелијска адхезија: Бета-катенин везује кадхерине за актински цитоскелет, осигуравајући чврсту везу између ћелија.
- Wnt сигнализација: У одсуству Wnt сигнала, бета-катенин се разграђује у протеасомима. Активација Wnt пута спречава његову деградацију, омогућавајући му да уђе у језгро и активира транскрипцију гена.[2]

## Улога у болестима
Абнормална активација бета-катенина је повезана са бројним болестима, укључујући:
- Рак: Мутације у генима који регулишу бета-катенин (нпр. APC, CTNNB1) су честе код колоректалног карцинома, меланома и других тумора.
- Развојне мане: Поремећаји у Wnt/β-катенин путу могу довести до развојних мана, као што су полидактилија или аненцефалија.
- Аутоимуне болести: Бета-катенин може бити укључен у регулацију имуног одговора.[3]

## Дијагноза и терапија
Дијагноза абнормалне активације бета-катенина укључује:
- Генетско тестирање: Откривање мутација у генима APC или CTNNB1.
- Имунохистохемија: Детекција бета-катенина у ткивним узорцима.

Терапија усмерена на бета-катенин укључује:
- Инхибитори Wnt пута: Лекови који блокирају Wnt сигнализацију.
- Генетска терапија: Корекција мутација у генима повезаним са бета-катенином.[4]